# Echiochilon collenettei
Echiochilon collenettei är en strävbladig växtart som beskrevs av Ivan Murray Johnston. Echiochilon collenettei ingår i släktet Echiochilon och familjen strävbladiga växter. Inga underarter finns listade i Catalogue of Life.